# Luis Lagrutta
Luis María Lagrutta (nacido el 28 de abril de 1988 en Rafaela, Santa Fe, Argentina) es un futbolista argentino. Juega de mediocampista y su club actual es el Atlético Rafaela, de la Primera División de Argentina.

## Clubes
| Club             | País      | Temporada |
| ---------------- | --------- | --------- |
| Atlético Rafaela | Argentina | 2007-2011 |
| Boca Unidos      | Argentina | 2012      |
| Atlético Rafaela | Argentina | 2012      |
| Ferro            | Argentina | 2013-2015 |
| 9 de Julio       | Argentina | 2015      |

## Palmarés
| Logro              | Club                | Temporada | Año  |
| ------------------ | ------------------- | --------- | ---- |
| Primera B Nacional | Atlético de Rafaela | Argentina | 2011 |

- Datos: Q5983731